# Rezo por vos
«Rezo por vos» es una canción compuesta por Charly García y Luis Alberto Spinetta. Fue el único registro que quedó del truncado proyecto llamado Spinetta/García.
Hasta el día de hoy es uno de los temas más conocidos y populares del rock argentino.
El tema fue estrenado para el público por primera vez en 1985, en una ejecución conjunta de Spinetta y García, y fue grabado primero por Spinetta en su álbum Privé (1986) y luego por García en su álbum Parte de la religión (1987).

## Historia
Rezo por vos nació de la colaboración entre dos de los máximos referentes del rock argentino, Charly García y el Flaco Spinetta, a mediados de la década del ochenta. El año anterior Argentina había reconquistado la democracia y el rock nacional se había masificado y democratizado. Tanto Spinetta desde Mondo di cromo (1983), como Charly García desde Clics modernos (1983) venían realizando un giro en sus sonidos.
A comienzos de 1985 Spinetta y García comenzaron a trabajar en un álbum que se llamaría Cómo conseguir chicas. El título sería utilizado más adelante por García. Para ese trabajo ambos compusieron juntos "Rezo por vos", a la vez que Spinetta compuso "La pelícana y el androide" y "Una sola cosa", mientras que García compuso "Hablando a tu corazón".  
Pero diferencias personales entre ambos hicieron que el proyecto quedara trunco. Las razones de la ruptura fueron múltiples, comenzando por las diferentes personalidades de Spinetta y Charly García. Spinetta debía organizar sus horarios en función de las necesidades de su familia y pretendía que ambos se enfocaran exclusivamente en la realización del álbum. García por su parte no tenía limitaciones de horario y estaba realizando varios proyectos al mismo tiempo.
Spinetta y García explicarían cada uno a su modo las causas de la ruptura, salvando ambos la gran admiración mutua que siempre se tuvieron:

Durante el tiempo que trabajamos juntos yo me sentí muy necesitado. Traté de estar cuando él me necesitaba, pero después me sentí rechazado y eso me dolió mucho... Como si él fuera el único en el papel de admirador, mientras yo no encontraba la manera de hacerle entender que también me puedo mear con sus canciones... "Pobre amor, llámenlo" (canción de Privé) es el gran amor que siento por él.

Yo estaba en otra cosa, no podía seguir ese tren. Con mis hijos chicos… No era mi forma de vivir, no podía simplemente seguirlo a él. Se le ocurría llamarte a cualquier hora para grabar y yo tenía mis cosas. Cuando vi que eso no caminaba, no volví a insistir.
Luis Alberto Spinetta

Quiero aclarar que no hay mala onda para nada. Luis es mi ídolo, sigue siendo mi ídolo. Lo que pasó es que éramos dos ídolos muy ídolos y entonces a mí se me hacía raro estar con él.
Charly García

El hecho que desbordó la situación fue un extraño suceso, al que ambos protagonistas le dieron significaciones negativas. A mediados de 1985, mientras transcurría el proyecto del álbum, ambos se presentaron en televisión para dar a conocer públicamente el primer tema que habían compuesto juntos, "Rezo por vos", que tiene un verso que dice «¡Y quemé las cortinas y me encendí de amor!». Precisamente en el momento que están saliendo al aire, García recibe una llamada en el que le avisaban que su departamento se estaba incendiando. Para agravar las coincidencias, el incendio se había producido por un cortocircuito de la videograbadora, mientras el aparato grababa el programa. En una discusión posterior al incendio, Charly García, molesto con la actitud paranoica de Spinetta, llegó a tirarle un cenicero.

Spinetta: Yo me sentía muy paranoico: me había juntado con él y le pasaban docenas de cosas malas, y me decía a mí mismo: «Puta, Luis, el yeta sos vos», y me creía el fúlmine de la historia.
Charly García: Y yo, del otro lado, le decía: «No seas paranoico, cómo te vas a hacer cargo de esto». Y, la verdad, explotamos. Eso nos quemó, nos asustó mucho.
Entrevista conjunta para el suplemento No del diario Página/12, 1992

Spinetta decidió incluir el tema en su álbum Privé (1986) y García hizo lo mismo en Parte de la religión (1987).

## El tema
Spinetta contó que partes de la canción están inspirada en Sor Juana Inés de la Cruz, cuya obra leyeron juntos García y él, y que la frase "morí sin morir" es una adaptación realizada por Charly García de un fragmento de un poema de la poetisa mexicana.
Además, Spinetta mencionó en una entrevista que la canción estuvo influida por la lectura de "Las lagrimas de Eros" del antropólogo francés Georges Bataille.

## Interpretación
Según García, a simple vista parece la historia de Jesucristo. Su encarnación por obra del espíritu Santo: "La indómita luz / se hizo carne en mí...", su sacrificio en la cruz: "...Hice el sacrificio / Abracé la cruz al amanecer...", y su resurrección "...Morí sin morir (...) y curé mis heridas/ y me encendí de amor/  de amor sagrado/ y entonces rezo..."
También puede significar a una persona que no era muy buena, atravesó una situación límite, como la muerte "Morí sin morir", y se decidió a un cambio, relacionando la bondad y la espiritualidad con la religión católica "...abrace la cruz al amanecer...".
Pero también una persona que decide cambiar el mundo, empezando por sí misma "La indómita luz se hizo carne en mí.." "...y me encendí de amor, y entonces (...) rezo por vos".
O alguien que decide superar sus problemas, o abandonar el materialismo y ayudar a los demás "...Y quemé las cortinas, y me encendí de amor, y curé mis heridas, y me encendí de amor...", o una persona que decide formar parte del clero "...y lo deje todo por esta soledad...", "... abracé la cruz...", "...me encendí de amor, de amor sagrado...".
O incluso una persona que se recupera de la muerte de un ser amado y vuelve a estar bien, y reza por el alma de tal: "Morí sin morir/ y me abracé al dolor /y lo dejé todo por esta soledad/ ya se hizo de noche/ y ahora estoy aquí", "Y curé mis heridas/ y me encendí de amor, (...) y entonces rezo/ rezo por vos".

## Versiones
- «Rezo por vos» fue grabada por Spinetta en Privé (1986) y por García para Parte de la religión (1987). En el compilado Grandes éxitos de García, aparece la famosa versión de ambos, así como en un disco simple de difusión para la radio, referencia Interdisc DF-108, de 1986).